# Isturgia rubrior
Isturgia rubrior là một loài bướm đêm trong họ Geometridae.